# Goyescas (opéra)
Pour les articles homonymes, voir Goyescas.
Personnages
- Rosario, dame de la noblesse (soprano)
- Fernando, capitaine de la garde royale (ténor)
- Paquiro, matador (baryton)
- Pepa, fiancée de Paquiro (mezzo-soprano)
- Une voix (Fandango, Tableau II, Scène 7) (ténor)

Airs
- Air unique : La 'Maja' et le rossignol (La Maja y el Ruiseñor) : Rosario (Tableau III, Scène 8)

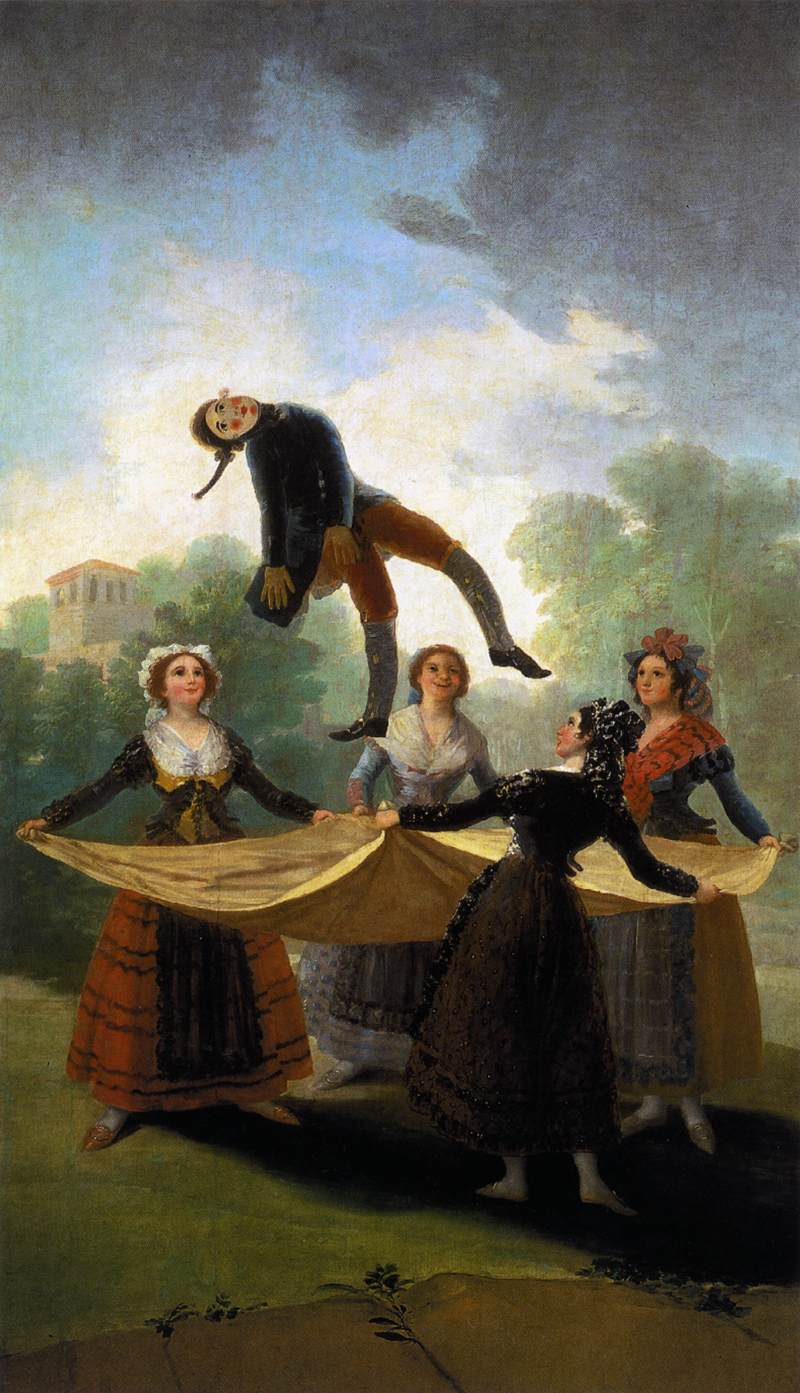
El pelele de Francisco de Goya, peint en 1791-1792, a inspiré la Scène 1, Tableau I, de l'opéra.

Goyescas est un opéra en un acte et trois tableaux d'Enrique Granados, sur un livret de Fernando Periquet y Zuaznabar, inspiré de peintures de Francisco de Goya et de la suite pour piano éponyme du même Granados, créé au Metropolitan Opera de New York en 1916.

## Genèse
Après la création française de sa suite pour piano Goyescas (à la Salle Pleyel — Paris —, le 2 avril 1914), Enrique Granados fut sollicité par l'Opéra de Paris, par l'entremise du pianiste américain Ernest Schelling et du baryton également américain Emilio de Gogorza (en), pour écrire un opéra inspiré de cette suite, et donc des peintures de Goya. La création de l'œuvre lyrique, achevée en 1915, était initialement envisagée à l'Opéra Garnier (Paris), mais la Première Guerre mondiale coupa court à ce projet. Schelling, toujours lui, soumit alors l'opéra au Directeur Général du Metropolitan Opera de New York, Giulio Gatti-Casazza, lequel décida d'en programmer la création, qui eut lieu en présence du compositeur. 

## Titre de l’œuvre
Les Goyescas portent le sous-titre de Los Majos enamorados « les jeunes amoureux ». 

Le titre et le sous-titre de l’œuvre nom font référence au peintre Francisco Goya dont Granados était un grand admirateur et dont il s'inspire ici. 

« Je suis amoureux de la psychologie de Goya, de sa palette, de sa personne, de sa muse, la duchesse d'Alba, des disputes qu'il avait avec ses modèles, de ses amours et liaisons. Ce rose blanchâtre des joues qui contraste avec le velours noir ; ces créatures souterraines, les mains perle et jasmin reposant sur des chapelets m'ont possédé »

Avec le terme de « Goyesque », celui de majos - beau, jeune et fort - se réfère clairement à l’œuvre de Goya qui peignit abondamment ces nobles vêtus à la façon du peuple, ainsi que les coutumes populaires réinvesties par l'aristocratie madrilène, la corrida notamment.
Ce titre laisse présager que, à la façon de Goya et de ses majos, Granados réutilise des airs populaires pour en faire une musique noble.
Certaines scènes sont clairement inspirées de l'ensemble de l’œuvre de Goya depuis ses cartons pour tapisseries (le Pantin, Le Militaire et la dame, La Dispute à la Venta nueva), les scènes de folies et de sorcellerie (Le Sabbat des sorcières) jusqu'aux peintures noires (Duel au gourdin, Une manola : Léocadie Zorrilla).

## Argument
Madrid, vers 1880, lors d'une fête populaire.
- Tableau I : Aux abords de la place de l'Église San Antonio de la Florida, des jeunes gens font sauter un pantin (le Pantin). Arrivent des protagonistes de la fête, la populaire Pepa, le matador Paquiro (son fiancé), la 'noble' Rosario et son amant (Don) Fernando, capitaine de la garde royale (Le Militaire et la dame). Paquiro invite Rosario au bal du soir (El baile de Candil), ce qui provoque la jalousie de Pepa et Fernando...
- Tableau II : Lors du bal, au cours duquel est exécuté un fandango endiablé, les airs méprisants des 'nobles' Rosario et Fernando irritent les gens du peuple présents (les Majos et Majas). S'ensuivent des joutes oratoires et quelques échauffourées, aux termes desquelles Fernando et Paquiro se provoquent en duel (Duel au gourdin) ...
- Tableau III : Le soir toujours, dans le jardin de la résidence de Rosario, celle-ci chante un air d'amour, avant d'entamer un duo d'amour avec Fernando qui paraît, lorsque les dix coups du clocher de l'église appellent, dans un champ proche, les deux protagonistes du duel ; celui-ci se termine par une blessure mortelle infligée à Fernando, qui meurt dans les bras de Rosario, folle de douleur (Une manola : Léocadie Zorrilla).

## Création
- Lieu : Metropolitan Opera (Metropolitan Opera House), New York
- Date de la première : 28 janvier 1916[2]
- Date de la dernière : 6 mars 1916[3]
- Nombre de représentations : Cinq
- Langue : Espagnol[4]
- Musique : Enrique Granados
- Livret : Fernando Periquet y Zuaznabar
- Mise en scène : Jules Speck
- Décors : Antonio Rovescalli
- Costumes[5] : G. B. Santoni
- Distribution originale
  - Anna Fitziu (en)[6] : Rosario (soprano)
  - Giovanni Martinelli : Fernando (ténor)
  - Giuseppe De Luca : Paquiro (baryton)
  - Flora Perini (en) : Pepa (mezzo-soprano)
  - Max Bloch : Une voix — dans le Fandango, Tableau II, Scène 7 — (ténor)
- Danseurs : Rosina Galli, Giuseppe Bonfiglio (dans le même Fandango)
- Chœurs et orchestre du Metropolitan Opera
- Direction musicale : Gaetano Bavagnoli

## Numéros

### Tableau I
- Scène 1 : Le Pantin (El pelele) - Paquiro, chœur
- Scène 2 : La Calèche (La calesa) - Paquiro, Pepa, chœur
- Scène 3 : Les Propos galants (Los requiebros) - Rosario, Fernando
- (Scène 4) Intermède (Intermedio)[7] - Orchestre

### Tableau II
- Scène 5 : Le Bal de Candil (El baile de Candil) - Pepa, Paquiro, chœur
- Scène 6 : (sans titre) - Pepa, Paquiro, Rosario, Fernando, chœur
- Scène 7 : Le Fandango (El Fandango) - Pepa, Paquiro, une voix, danseurs, chœur

### Tableau III
- Interlude (Interludio) - Orchestre
- Scène 8 : La 'Maja' et le rossignol (La Maja y el Ruiseñor) - Rosario
- Scène 9 : Duo d'amour à la fenêtre (Dúo de amor en la reja) - Rosario, Fernando
- Scène 10 : L'Amour et la Mort (El Amor y la Muerte) - Rosario, Fernando

## Discographie (sélection)
- Goyescas, par María Bayo (Rosario), Ramón Vargas (en) (Fernando), Enrique Baquerizo (Paquiro), Lola Casariego (Pepa), Milagros Martín (une voix), chœur Orfeón Donostiarra (en), Orchestre symphonique de Madrid (Orquesta Sinfónica de Madrid), direction musicale Antoni Ros-Marbà, CD Auvidis-Valois, réf. V 4791, éd. 1996[8].

## Adaptation au cinéma
- 1942 : Goyescas de Benito Perojo, avec Imperio Argentina (Rosario).